# Бевський Іван Панькович
Іва́н Панько́вич Бе́вський (1905 , Городниця, Королівство Галичини та Володимирії, Австро-Угорщина  — невідомо ) — український державний діяч. Депутат Верховної Ради УРСР першого скликання (1940–1947).

## Біографія
Народився 1905 року в селі Городниці, нині Гусятинський район, Тернопільська область, Україна в селянській родині. Батьки наймитували в місцевого землевласника Яблуновського.
Закінчив п'ять класів місцевої сільської школи, у 1916–1920 роках — пастух у Городниці, у 1920–1931 роках — робочий на лісопилці Яблуновських у Городниці.
У лютому 1932 року заарештований, засуджений на 12 років «за зраду польській владі», покарання відбував у тюрмі «Святі Хрести» на Лисій горі в Келецькому воєводстві. Звільнений з в'язниці у вересні 1939 року після приходу Червоної армії.   
З 1 жовтня 1939 року — голова волості, с. Городниця. У 1940–1941 роках — заступник голови виконавчого комітету Гусятинської районної ради депутатів трудящих Тарнопільської області.
1940 року був обраний депутатом Верховної Ради УРСР першого скликання по Копичинському виборчому округу № 381 Тарнопільської області. 5 липня 1941 року з родиною був евакуйований до Саратова, де з січня 1942 до грудня 1943 року працював інструктором військового приймання на заводі «Серп и Молот».  
Член ВКП(б) з 1943 року.
У березні 1944 року повернувся на Україну. З 1944 року —  голова виконавчого комітету Гусятинської районної ради депутатів трудящих Тарнопільської області.

## Нагороди
- Орден Вітчизняної війни ІІ ступеня (1.02.1945, за виконання хлібопостачання).